# Летті Лінтон
«Летті Лінтон» (англ. Letty Lynton) — американська драма режисера Кларенса Брауна 1932 року.

## Сюжет
Багата світська левиця Летті Лінтон повертається в Нью-Йорк, кинувши свого коханця Еміля в Південній Америці і зав'язавши корабельний роман з Джеррі Дерроу. Але Еміль чекає її в Нью-Йорку і не збирається давати Летті спокій; їй доводиться отруїти його. І коли до Лінтон приходять детективи, Джеррі забезпечує їй алібі.

## У ролях
- Джоан Кроуфорд — Летті Лінтон
- Роберт Монтгомері — Гейл Дерроу
- Нільс Астер — Еміль Реноул
- Льюїс Стоун — окружний прокурор Гейні
- Мей Робсон — місіс Лінтон, мати Летті
- Луїз Клоссер Гейл — Міранда, покоївка Летті
- Емма Данн — місіс Дерроу, мати Джеррі
- Волтер Волкер — містер Дерроу, батько Джеррі
- Вільям Полі — Геннессі